# Диахрония и синхрония
Диахрония и синхрония — два противопоставленных аспекта лингвистики. Понятия ввёл Фердинанд де Соссюр, он обосновал «синхронический» анализ, противопоставив его общепринятому в XIX веке «диахроническому» — сравнительно-историческому подходу в языкознании. Согласно де Соссюру, в диахроническом анализе сравниваются синхронические системы языка, даже если они относятся к разным временным периодам.
Диахрони́я (от греч. δια «через, сквозь» и греч. χρονος «время») — рассмотрение исторического развития тех или иных языковых явлений и языковой системы в целом как предмета лингвистического изучения.
Противопоставляется синхронии (от греч. συν «совместно» и греч. χρονος «время») — рассмотрение состояния языка как установившейся системы в определённый момент времени. Термин получил распространение также в семиотике, литературоведении и других общественных науках в значении исторического подхода к исследуемым явлениям.
Основной тезис де Соссюра состоит в том, что «в каждый данный момент речевая деятельность предполагает и установившуюся систему, и эволюцию; в любую минуту язык есть и живая деятельность, и продукт прошлого».